# Газов, Леонид Петрович
Леонид Петрович Газов (9 мая (27 апреля) 1898, с. Курбатово, Ряжский уезд, Рязанская губерния, Российская империя — 9 ноября 1987, Москва, СССР) — советский государственный и партийный деятель.

## Биография
Родился 9 мая (27 апреля) 1898 в селе Курбатово Ряжского уезда Рязанской губернии Российской империи (ныне село в составе Кораблинского района Рязанской области России). Член РКП(б) с 1918 года.
Участник Гражданской войны. С 1921 года — на общественной и политической работе. В 1921—1959 гг. — заведующий Организационным отделом Дагестанского областного комитета РКП(б), Подотделом агитации, заместитель заведующего Агитационно-пропагандистским отделом Юго-Восточного бюро ЦК РКП(б), ответственный секретарь Организационного бюро РКП(б) по Адыгейской (Черкесской) автономной области, инструктор Кубанского окружного комитета ВКП(б), начальник VI-го, I-го, II-го, V-го, VIII-го, XI-го, IV-го, III-го отделения Экономического управления ОГПУ при СНК СССР, начальник Управления НКВД по Кировской области, помощник начальника 3-го отдела ГУГБ НКД СССР, 1-й секретарь Краснодарского краевого комитета ВКП(б), в распоряжении ЦК ВКП(б), заместитель управляющего делами Народного комиссариата текстильной промышленности СССР, начальник Хозяйственного управления Министерства текстильной промышленности СССР, Министерства лёгкой промышленности СССР, I-го главного управления при СМ СССР, Министерства среднего машиностроения СССР.
Избирался депутатом Верховного Совета РСФСР 1-го созыва.
Умер в Москве в 1989 году. Похоронен на Кунцевском кладбище.